# 八旗方位
八旗方位指大清驻防八旗的分布方位。
通常八旗驻防的方位为两黄旗居北，两白旗居东，两红旗居西，两蓝旗居南。

## 由来
中文世界的五行对应的五方色为东属木，西属金，南属火，北属水。据《八旗通志初集》记载，八旗的上述配属方位依据五行相克则可以克制中文世界的五方色：两黄旗居北，则土克水；两白旗居东，则金克木；两红旗居西，则火克金；两蓝旗居南，则水克火。:313